# Cecilie Leganger
Cecilie Leganger (ur. 12 marca 1975 roku w Bergen) – norweska piłkarka ręczna, reprezentantka kraju. Gra na pozycji bramkarki. Obecnie występuje w norweskim Larvik HK. W kadrze narodowej zadebiutowała w 1993 roku, w wieku 17 lat. W 2001 roku została wybrana najlepszą piłkarką ręczną na świecie.

## Sukcesy

### reprezentacyjne

#### Mistrzostwa Świata
- (1999)
- (2001)
- (1993)

#### Mistrzostwa Europy
- (1998)
- (1994)

#### Igrzyska Olimpijskie
- (2000)

### klubowe

#### Mistrzostwo Słowenii
- (2004)

#### Puchar Słowenii
- ,  (2004)

#### Mistrzostwa Norwegii
- (1999, 2010, 2011, 2012, 2013, 2014)

#### Puchar Norwegii
- ,  (1999, 2001, 2010, 2011, 2012, 2013, 2014)

#### Puchar EHF
- ,  (1998, 1999)

#### Puchar Zdobywców Pucharów
- ,  (2009)

#### Mistrzostwo Danii
- (2007)
- (2009)

#### Puchar Danii
- ,  (2005, 2010)

#### Liga Mistrzyń
- (2005, 2007, 2011)

## Nagrody indywidualne
- 1993, 1995, 1999, 2001 - Najlepsza bramkarka Mistrzostw Świata.
- 1994, 1998 -  Najlepsza bramkarka Mistrzostw Europy.
- 2001 - Najlepsza piłkarka ręczna na świecie.
- 2002 - Najlepsza bramkarka sezonu w lidze norweskiej.
- 2005, 2006, 2007, 2008, 2009 - Najlepsza bramkarka sezonu w lidze duńskiej.